# Mikroregion obcí Povodí Stařečského potoka
Mikroregion obcí Povodí Stařečského potoka je dobrovolné sdružení čtyř obcí v západní části okresu Třebíč.

## Obce sdružené v mikroregionu
- Čechočovice
- Krahulov
- Mastník
- Stařeč